# سيباستيان فرنسيس شو
سيباستيان فرنسيس شو (بالإنجليزية: Sebastian Francis Shah)‏ هو كاهن كاثوليكي باكستاني، ولد في 14 نوفمبر 1957 في باكستان.